# Alfred Dominique
Alfred Dominique est un avocat et homme politique français né à Laval le 4 août 1879 et mort le 27 novembre 1942 à Paris.

## Biographie

### Origine
Il est le fils d'Alfred Dominique, bâtonnier de la ville de Laval. Son père Républicain est premier adjoint au maire de Laval pendant 16 ans, chevalier de la Légion d'Honneur le 25 février 1900 et conseiller général du canton de Chailland de 1889 jusqu'à son décès en novembre 1915. Il était vice-président du conseil général de la Mayenne en 1906. Son père échoue aux élections législatives de 1893 dans la Mayenne, et renonce à se représenter, malgré un contexte plus favorable, en 1898 face à Christian d'Elva. Aux élections sénatoriales de 1899 dans la Mayenne, il se retire devant Étienne Albert Duboys Fresney par discipline républicaine.

### La politique
Il arrive à Paris après son service militaire pour poursuivre ses études de droit, et se lance dès lors en pleine bataille politique. Il apporte son adhésion au Parti radical et radical-socialiste, au programme duquel il ne cessera de rester fidèle. Il fonde avec ses amis Henri de Jouvenel, Henry Lémery et Jacquier le groupe des « Conférences radicales » sous la présidence de Léon Bourgeois. 
Son esprit d’initiative et son éloquence le font remarquer et il devient tour à tour secrétaire général de la Fédération radicale et radicale-socialiste de la Seine, puis secrétaire du Parti de 1910 à 1912. Aux Élections législatives françaises de 1914, un grand nombre de ses amis posent sa candidature. La campagne qu’il mène est certainement une des plus violentes de Paris où il manifeste son esprit d'indépendance.
Réformé, il réussit après maintes démarches à s’engager le 7 août 1914 lors de la Première Guerre mondiale. Pendant deux ans, il accomplit sur le front son devoir et obtient la croix de guerre. Il contracte dans les tranchées une grave affection pulmonaire. Rendu à la vie civile, incapable de continuer les combats du front, il retourne à la lutte politique. On le trouve après les événements de 1914 aux côtés de Victor Dalbiez, Deshayes et Léon Accambray. Il fonde avec eux la Coalition républicaine pour protester contre le procès Malvy.
Il est vice-président du Parti radical et radical-socialiste dans les années 1930. Il est désigné comme candidat aux Élections législatives françaises de 1932 à Arles et aux Élections législatives françaises de 1936 à Aix-en-Provence.

### Avocat
Son éloquence passionnée lui vaut de nombreux succès en tant qu'avocat des radicaux ou des socialistes, ou en tant que défenseur des droits des indigènes spoliés à Tahiti. En 1910, il a été appelé en Océanie pour y défendre devant le tribunal de Tahiti le domaine privé de la France et les droits spoliés des indigènes.
Avocat connu, il plaide après la Première Guerre mondiale des causes très importantes : notamment l'affaire Émile-Joseph Duval et l'affaire Marthe Hanau, ou encore la défense d'Albert Dubarry lors du procès de l'affaire Stavisky.
Il a publié sur le procès de Paul Bolo et sur l'affaire du Bonnet Rouge des impressions qui font date.

### Décès
Au moment de son décès, le médecin d'état-civil venu effectuer à domicile, les constatations légales, était le Dr Marcel Petiot,.
Il était officier de la Légion d'Honneur depuis 1933.

## Sources
- Le Carnet de la semaine, 7 juillet 1918